# Фирсов, Олег Борисович
Олег Борисович Фирсов (31 мая [13 июня] 1915, Петроград — 2 апреля 1998, Москва) — советский и российский физик-теоретик, автор трудов в области квантово-механической теории атомных столкновений. Лауреат Ленинской премии (1972).

## Биография
Родился в семье офицера-лётчика русской армии Бориса Ниловича Фирсова, в 5-летнем возрасте лишился отца и матери и во время гражданской войны жил в детском доме. После окончания школы поступил на физико-математический факультет Ленинградского университета, который окончил в 1938 году. Работал в Институте приборостроения при ЛГУ. Затем работал в Ленинградском физико-техническом институте, где его учителем был Я. И. Френкель. Здесь Фирсовым был выполнен цикл работ по газовому разряду, который завершился защитой кандидатской диссертации в 1947 году.
В 1955 году Фирсов был приглашён И. В. Курчатовым в Москву в Институт атомной энергии, где Фирсов работал до 1994 года.
Был женат на Виктории Евгеньевне Фирсовой (Личко) — также физике по профессии (1915—2004). Их дочь — композитор Елена Фирсова.

## Научная деятельность
Наиболее известны его исследования в области квантово-механической теории атомных столкновений, которые стали основой его докторской диссертации, защищённой в 1956 г. За эти работы Фирсов в составе коллектива физиков был удостоен в 1972 г. Ленинской премии.
Также важны его работы в области газового разряда, высокотемпературной плазмы с магнитным удержанием, физики взаимодействия атомных частиц с твёрдым телом и исследования по фундаментальным проблемам квантовой механики. Полученные им решения некоторых сложных задач теории столкновений вошли в Курс теоретической физики Ландау и Лифшица. Среди них решение обратной задачи рассеяния — восстановление потенциала взаимодействия по известному сечению рассеяния в классической механике; строгий расчёт вероятности резонансной перезарядки в квантовой механике; получение универсального потенциала взаимодействия атомов, известного как «потенциал Фирсова».
В последние годы своей жизни Фирсов выдвинул и опубликовал новое решение одной из интереснейших проблем мироздания — проблемы скрытой массы во Вселенной.